# Моника Радуловић
Моника Радуловић (Завидовићи 20. септембар 1990) је аустралијски модел и учесница избора за Мис универзума, а 2015 и крунисана Мис Универзум Аустралије.

## Лични живот
Моника је рођена у месту Завидовићи, од родитеља Горана и Винке, Срба из Босне и Херцеговине. Њена породица је у Аустралију избегла од рата у БиХ када је Моника имала четири године. Дипломирала је психологију на Универзитету западног Сиднеја.

## Мис универзум Аустралије 2015
Дана 5. јуна 2015. године, Моника Радуловић је крунисана за Мис универзум Аустралије за 2015 у дворани у Софител он Колинс у Мелбурну, а представљала је Нови Јужни Велс. Тридесет пет такмичарки се надметало за круну. Она је претходно проглашена за трећу на избору за Мис универзум Аустралије 2014. године, када је Теган Мартин освојила титулу Мис у тој години.

## Мисс универзум 2015
Моника је представљала Аустралију на 64. избору за Мис универѕум и пласирала се међу првих пет.